# Monastero di Santa Maria di Monte Mirteto
Il monastero di Santa Maria di Monte Mirteto è un monastero risalente al XII secolo in stato di rudere, sito nel comune di Norma in Provincia di Latina. 

## Descrizione
Il monastero, oggi allo stato di rudere, si trova presso le vicinanze delle antiche rovine del celebre Giardino di Ninfa e pur non essendo all'interno del perimetro del giardino, viene spesso citato quando si parla dei ruderi del Giardino medievale.
Persistono i muri laterali mentre il tetto è completamente crollato. Quasi tutti gli avanzi delle rovine giacciono avvolte da una fitta vegetazione. Ciò nonostante si riconoscono i corpi fabbrica di tutti gli edifici appartenenti al monastero. Della chiesa rimane intatta, protetta da una nicchia, un affresco posto nell'abside raffigurante Santa Maria di monte Mirteto con in braccio Gesù bambino e una scritta, "Africa, Asia, Europa", che erano al tempo dell'edificazione della chiesa, i tre continenti allora conosciuti.

## Storia
Il complesso monastico doveva essere piuttosto grande, comprendente un'ampia piazza esterna, un grande piazzale interno, locali di ospedale e foresteria. L'edificazione del monastero fu resa necessaria quando la piccola chiesa rupestre, ricavata in una grotta nelle vicinanze del complesso monacale, non riusciva a contenere tutti i pellegrini che si recavano presso la grotta per venerare san Michele Arcangelo.

### La chiesa rupestre di San Michele Arcangelo
La chiesa rupestre di San Michele Arcangelo è una grotta naturale di grandi dimensioni che venne adattata, attraverso alcuni scavi, a canoni più consoni di luogo di culto.

Nella grotta furono realizzati: un presbiterio raggiungibile grazie ad una piccola scalinata, un'abside posto al centro della grotta, mentre sul fondo dell'abside su una parete rocciosa appositamente modellata, furono realizzati degli intonaci e degli affreschi cui parzialmente alcuni frammenti persistono ancora oggi. A sinistra della grotta venne ricavata anche una piccola cappella con altare in fondo alla stessa, mentre alla destra dell'abside, un'ampia apertura doveva fungere da abitazione del pastore.

### Il complesso monastico
Il monastero di Santa Maria di Monte Mirteto venne edificato nel 1216 a mezza costa sul versante sud/ovest di monte Mirteto, più precisamente a metà strada fra le rovine del giardino di Ninfa e le rovine di Norba latina.
L'opera venne commissionata da papa Gregorio IX che ne diede immediato affidamento ai Florensi come fece anche per la badia di Santa Maria della Gloria di Anagni. Gregorio IX dotò la struttura di ricche decorazioni, donando terreni ai Florensi da poter coltivare, più precisamente il "Tenimento Monte Mirteto".

Nel corso dei secoli il monastero raggiunse una ragguardevole ricchezza, grazie alle rendite degli ampi terreni donati dal papa, e una rilevante importanza, acquisendo anche delle dipendenza in Inghilterra, quali la Chiesa di Littlebourne a Canterbury nel Kent.
Altre dipendenze del monastero, furono: la chiesa di San Clemente sita dentro il giardino di Ninfa, la grande chiesa di Sant'Adriano nella città di San Demetrio Corone, la chiesa della Santissima Trinità a Cori, la chiesa di Santa Maria dell'ospedale a Tropea e la chiesa di Santa Tauriana a Longobardi.
La chiesa venne edificata ad un'unica navata con abside semicircolare, con cappella a sinistra. Il complesso comprendeva anche un ampio chiostro lungo il quale si affacciavano le abitazioni dei monaci. La chiesa era tipica nello stile romanico cistercense.
Il monastero cominciò nel tempo a decadere versando in condizioni di povertà, tant'è che papa Eugenio IV unificò la chiesa con quella di Santa Scolastica di Subiaco, con i monaci sublacensi che intentarono cause per riuscire ad accaparrarsi tutti i beni del monastero. Non riuscendo nella loro impresa, il monastero venne definitivamente abbandonato, subendo un declino accentuato dal terremoto del 1703. Nel XVIII secolo il complesso monastico venne parzialmente ristrutturato ed utilizzato per tenimento agricolo.